# Megatropis siberutensis
Megatropis siberutensis är en insektsart som beskrevs av Frederick Arthur Godfrey Muir 1926. Megatropis siberutensis ingår i släktet Megatropis och familjen Derbidae. Inga underarter finns listade i Catalogue of Life.